# Белизе на Светском првенству у атлетици на отвореном 2017.
Белизе је учествовао на Светском првенству у атлетици на отвореном 2017. одржаном у Лондону од 4. до 13. августа петнаести пут. Репрезентацију Белизеа представљала је једна атлетичарка који се такмичила у трци на 400 м.,.
На овом првенству Белизе није освојио ниједну медаљу, нити је постигнут неки рекорд.
И после овог првенства Белизе се налази у групи земаља које нису освајале медаље на светским првенствима.

## Учесници
Жене:
- Саманта Диркс — Трка на 400 метара

## Резултати

### Жене
| Атлетичарка   | Дисциплина | Лични рекорд | Квалификације | Квалификације | Полуфинале            | Полуфинале            | Финале                | Финале   | Детаљи |
| Атлетичарка   | Дисциплина | Лични рекорд | Резултат      | Место         | Резултат              | Место                 | Резултат              | Место    | Детаљи |
| ------------- | ---------- | ------------ | ------------- | ------------- | --------------------- | --------------------- | --------------------- | -------- | ------ |
| Саманта Диркс | 400 м      | 53,19 НР     | 54,74         | 9. у гр. 1    | Није се квалификовала | Није се квалификовала | Није се квалификовала | 49 / 49) |        |